# Lutjanus mizenkoi
Lutjanus mizenkoi is een straalvinnige vis uit de familie van snappers (Lutjanidae) en behoort derhalve tot de orde van baarsachtigen (Perciformes). De vis kan een lengte bereiken van 32 centimeter. 

## Leefomgeving
Lutjanus mizenkoi is een zoutwatervis. De vis prefereert een tropisch klimaat en heeft zich verspreid over de Grote en Indische Oceaan. De diepteverspreiding is 100 tot 150 meter onder het wateroppervlak. 

## Relatie tot de mens
Lutjanus mizenkoi is voor de visserij van beperkt commercieel belang. In de hengelsport wordt er weinig op de vis gejaagd. 